# Décès en 1949
Décès
- 1945
- 1946
- 1947
- 1948
- 1949
- 1950
- 1951
- 1952
- 1953

Cet article présente une liste de personnalités mortes au cours de l'année 1949.

Les mois de l'année font également l'objet de listes spécifiques :

## Décès par mois

### Date précise inconnue
- Élisa Beetz-Charpentier, sculptrice, médailleuse et peintre franco-belge (° 1859).
- Mohammad Ghazvini, littérateur iranien (° 1874).
- Lazzaro Pasini, peintre italien (° 1861).
- Attilio Pratella, peintre italien (° 1856).
- Perico Ribera,  peintre pastelliste espagnol naturalisé français (° 2 décembre 1867).
- Konstantin Roudakov, graphiste et enseignant russe puis soviétique (° 26 mars 1891).
- Henri de Saint-Delis, peintre français (° 1878).

### Janvier
- 1er janvier : Gabriella Borgarino, religieuse italienne, mystique (° 2 septembre 1880).
- 2 janvier : Dynam-Victor Fumet, compositeur et organiste français (° 4 mai 1867).
- 3 janvier : : Alexandre Drankov, producteur, réalisateur et directeur de la photographie soviétique puis russe (° 18 janvier 1886).
- 5 janvier : Yvette Sadoux, rameuse française (° 15 décembre 1900).
- 6 janvier : Victor Fleming, réalisateur américain (65 ans) (° 23 février 1883).
- 10 janvier : Othon Friesz, peintre français (° 6 février 1879).
- 11 janvier :
  - Torsten Carleman, mathématicien suédois (° 8 juillet 1892).
  - Paul Levéré, peintre français (° 26 mai 1875).
- 14 janvier : Joaquín Turina, pianiste et compositeur de musique classique espagnol (° 9 décembre 1882).
- 15 janvier :
  - Arthur J. Jefferson, acteur anglais (° 21 janvier 1862).
  - Lou Tseng-Tsiang, diplomate, homme d’État et moine chinois (° 12 juin 1871).
- 18 janvier : Charles Ponzi, escroc italien, connue pour sa pyramide (° 3 mars 1882).
- 19 janvier : 
  - Célestin Rousseau, espérantiste français (° 22 septembre 1861).
  - Benedicte Wrensted, photographe danoise (° 10 février 1859).
- 21 janvier : Joseph Cawthorn, acteur américain (° 29 mars 1868).
- 23 janvier : Erich Klossowski, historien de l'art et un peintre français d'origine polonaise mais originellement de nationalité prussienne (° 19 décembre 1875).
- 27 janvier : Boris Assafiev, compositeur et critique russe (° 29 juillet 1884).
- 28 janvier : Jean-Pierre Wimille, coureur automobile (° 26 février 1908).
- 31 janvier : Otto Hupp, héraldiste, dessinateur et graveur allemand (° 21 mai 1859).

### Février
- 4 février : Eugène Chéreau, coureur cycliste français (° 11 février 1866).
- 6 février :
  - Eugène Vavasseur, affichiste, caricaturiste, graphiste et lithographe français (° 25 avril 1863).
  - Béla Zsolt, journaliste, homme politique et écrivain hongrois (° 8 janvier 1895).
- 10 février : Max Houben, bobeur, athlète et footballeur belge (° 5 mai 1898).
- 14 février : Paul Élie Dubois, peintre français, rattaché à l'École d'Alger (° 20 octobre 1886).
- 16 février : Umberto Brunelleschi, peintre, illustrateur et affichiste italien (° 21 juin 1879).
- 19 février : Auguste Sérieyx, pédagogue, musicographe et compositeur français (° 14 juin 1865).
- 24 février :
  - Roman Bohnen, acteur américain (° 24 novembre 1901).
  - Eduardo Leon Garrido, peintre français d'origine espagnole (° 20 février 1856).
- 25 février : Juan Tellería, compositeur basque espagnol (° 12 juillet 1895).

### Mars
- 9 mars : Axel Charpentier, avocat finlandais (° 4 juillet 1865).
- 11 mars :
  - Henry d'Estienne, peintre français (° 1er août 1872).
  - Joan Lamote de Grignon, chef d'orchestre et compositeur espagnol (° 7 juillet 1872).
  - Henri Giraud, militaire français (° 18 janvier 1879).
- 12 mars : Valentine Grant, actrice américaine, de la période du muet. (° 14 février 1881)
- 21 mars : Jean Peské, peintre et graveur français d'origine polonaise (° 27 juillet 1870).
- 25 mars : Achille Bron, peintre français (° 7 décembre 1867).
- 26 mars : Léon Level, coureur cycliste français (° 12 juillet 1910).
- 30 mars : Thérèse Lemoine-Lagron, peintre aquarelliste française (° 23 août 1891).
- ? mars : François-Étienne Lahaye, peintre symboliste français (° 3 août 1878).

### Avril
- 2 avril : Carlo Galetti, coureur cycliste italien (° 26 août 1882).
- 7 avril : John Gourlay, footballeur international canadien (° 26 juillet 1872).
- 13 avril : C.V. France, acteur anglais (° 30 juin 1868).
- 15 avril : Wallace Beery, acteur américain (° 1er avril 1885).
- 18 avril :
  - Davy Burnaby, interprète de comédies musicales et acteur de films musicaux anglais (° 7 avril 1881).
  - Will Hay, acteur, scénariste et réalisateur britannique (° 6 décembre 1888).
- 20 avril : Léonard Sarluis, peintre et illustrateur d'origine hollandaise naturalisé français (° 21 octobre 1874).
- 25 avril : Jankel Adler, peintre et graveur juif polonais (° 26 juillet 1895).
- 28 avril : Aurora Quezon, féministe et philanthrope, épouse du président philippin (° 19 février 1888).
- 30 avril : Gaston Varenne, peintre, graveur et critique d'art français (° 11 octobre 1872).
- ? avril : Arsène Chabanian, peintre français d'origine arménienne (° 1864).

### Mai
- 1er mai :
  - Jay Belasco, acteur américain (° 11 janvier 1888).
  - Gheorghe Petrașcu, peintre roumain (° 5 décembre 1872).
- 2 mai : Hendrikus Chabot, peintre et sculpteur néerlandais (° 2 août 1894).
- 4 mai : Roger Grava, footballeur français d'origine italienne (° 26 avril 1922).
- 6 mai :
  - Kunihiko Hashimoto, compositeur, violoniste, chef d'orchestre et professeur de musique japonais (° 14 septembre 1904).
  - Maurice Maeterlinck, écrivain francophone belge (° 29 août 1862).
- 9 mai : Carlo Felice Trossi pilote automobile et constructeur d'automobiles italien (°27 avril 1908).
- 13 mai : Henry Tattegrain, peintre, aquarelliste, graveur et illustrateur français (° 29 août 1874).
  - Murao Nakamura, romancier et critique littéraire japonais (° 4 octobre 1886).
- 15 mai : Albert Marteaux, homme politique belge (° 26 janvier 1886).
- 22 mai : Hans Pfitzner, compositeur et chef d'orchestre allemand (° 5 mai 1869).
- 24 mai : Rosita Renard, pianiste chilienne (° 8 février 1894).
- 25 mai : Dorothea Conyers, romancière irlandaise (° 11 novembre 1869).
- 29 mai : Vladimir Tsybine, compositeur, flûtiste et chef d'orchestre russe puis soviétique (° 11 juillet 1877).
- 30 mai : Emmanuel Suhard, cardinal français, archevêque de Paris (° 5 avril 1874).

### Juin
- 2 juin : François Blais, homme politique fédéral provenant du Québec (° 22 août 1875).
- 5 juin :
  - Émile Jennissen, homme politique belge (° 11 novembre 1882).
  - Emilia Malessa, membre de l'Armia Krajowa (° 26 février 1909).
- 10 juin :
  - Sigrid Undset, romancière norvégienne (° 20 mai 1882).
  - Ernest Vauthrin, peintre français (° 19 janvier 1878).
- 11 juin : Koçi Xoxe, homme politique albanais (° 1er mai 1911).
- 14 juin : André Blondel, peintre juif polono-français (° 27 mai 1909).
- 18 juin
  - Adélaïde Ametis, peintre italienne (° 17 février 1877).
  - Ratko Kacian, footballeur international croate et yougoslave (° 18 janvier 1917).
- 23 juin : Yrjö Johannes Eskelä, homme politique finlandais (° 11 février 1886).
- 26 juin : Kim Koo, résistant et homme politique coréen (° 11 juillet 1876).
- 27 juin : Paul Rehkopf, acteur allemand (° 21 mai 1872).
- 28 juin : Matej Sternen, peintre austro-hongrois puis yougoslave (° 20 septembre 1870).

### Juillet
- 2 juillet :
  - Georgi Dimitrov, homme politique bulgare (° 18 juin 1882).
  - Guillaume de Van, musicologue et chef de chœur français d'origine américaine (° 3 juillet 1906).
- 9 juillet : Georges Binet, peintre français (° 30 avril 1865).
- 10 juillet : Albert Larteau, peintre français (° 7 juillet 1870).
- 16 juillet : Vyacheslav Ivanov, poète, philosophe, dramaturge et traducteur russe (° 16 février 1866).
- 18 juillet : Bernhard Hoetger, sculpteur et peintre allemand (° 4 mai 1874).
- 19 juillet : Georges Klaenschi, peintre et collectionneur de figurines français (° 12 mai 1882).
- 28 juillet : Adrien Godien, peintre français (° 14 mai 1873).
- 29 juillet : József Koszta, peintre hongrois (° 27 mars 1861).

### Août
- 5 août : Ernest Fourneau, chimiste et pharmacologue français (° 4 octobre 1872).
- 7 août : Emili Sagi i Barba, chanteur baryton catalan (° 26 mars 1849).
- 8 août : Joaquín Torres García, peintre muraliste, sculpteur, écrivain, enseignant et théoricien hispano-uruguayen (° 28 juillet 1874).
- 11 août :
  - Gustave Quenioux, peintre français (° 16 août 1865).
  - Karl Weigl, compositeur autrichien (° 6 février 1881).
- 13 août : Georges Cloetens, facteur d'orgues et inventeur bruxellois (° 7 mars 1871).
- 14 août : Paul Bornet, graveur et peintre français (° 11 septembre 1878).
- 16 août :
  - Louis Malespina, peintre, illustrateur et sculpteur français (° 21 juin 1874).
  - Margaret Mitchell, romancière américaine (° 8 novembre 1900).
- 23 août :
  - Herbert Greenfield, premier ministre de l'Alberta (° 25 novembre 1869).
  - Arnó Stern, peintre polonais (° 12 août 1888).
- 27 août : Shōen Uemura, peintre japonaise (° 23 avril 1875).
- 28 août : Paul-Émile Colin, graveur et peintre français (° 16 août 1867).

### Septembre
- 1er septembre : Robert Dupont, peintre français (° 28 juillet 1874).
- 3 septembre : Robert Walthour Senior, coureur cycliste américain (° 1er janvier 1878).
- 4 septembre : Paul Chocque, coureur cycliste français (° 14 juillet 1910).
- 7 septembre : José Clemente Orozco, peintre mexicain muraliste (° 23 novembre 1883).
- 8 septembre : Richard Strauss, compositeur allemand (85 ans) (° 11 juin 1864).
- 11 septembre : Henri Rabaud, compositeur et chef d'orchestre français (° 10 novembre 1873).
- 13 septembre : Madeleine Carpentier, peintre, aquarelliste et lithographe française (° 3 février 1865).
- 14 septembre : Pandeli Evangjeli, homme politique albanais (° 6 janvier 1859).
- 15 septembre : Michel-Auguste Colle, peintre français (° 7 janvier 1872).
- 19 septembre : Nikos Skalkottas, compositeur et violoniste grec (° 8 mars 1904).
- 20 septembre : Richard Dix, acteur américain (° 18 juillet 1893).
- 22 septembre : Roberto Lewis, peintre, sculpteur, enseignant et diplomate panaméen (° 30 septembre 1874).
- 24 septembre : Pierre de Bréville, compositeur français (° 21 février 1861).
- 25 septembre : Henri Manguin, peintre et graveur français (° 23 mars 1874).
- 27 septembre : Michel-Adrien Servant, peintre français (° 4 mars 1885).
- 29 septembre : Louis-Marie Désiré-Lucas, peintre et lithographe français (° 15 octobre 1869).
- ? septembre : Frédéric Sauvignier, peintre et illustrateur français (° 24 juin 1873).

### Octobre
- 3 octobre : Mit'hat Frashëri, diplomate, écrivain et homme politique albanais (° 25 mars 1880).
- 5 octobre : Jean Antoine Armand Vergeaud, peintre orientaliste français (° 3 août 1876).
- 7 octobre : Bertha Züricher, peintre suisse (° 20 mars 1869).
- 8 octobre :
  - Leonor Michaelis, biochimiste et médecin allemand (° 16 janvier 1875).
  - Edith Somerville, romancière, peintre et musicienne irlandaise (° 2 mai 1858).
- 14 octobre : Dolf van der Nagel, footballeur international néerlandais (° 28 mai 1889).
- 15 octobre : Elmer Clifton, réalisateur, scénariste, acteur et producteur de cinéma américain (° 14 mars 1890).
- 17 octobre : Étienne Morillon, peintre et graveur français (° 16 juillet 1884).
- 18 octobre :
  - Miguel Luis Amunátegui Reyes, intellectuel, écrivain, littérateur, historien et homme politique chilien (° 20 février 1862).
  - Enriqueta Compte y Riqué, pédagogue uruguayenne (° 31 décembre 1866).
- 19 octobre : Henri Dabadie, peintre orientaliste et paysagiste français (° 1er décembre 1867).
- 20 octobre : Jacques Copeau, écrivain, acteur et animateur français (° 4 février 1879).
- 22 octobre : Pierre Sevaistre, peintre français (° 22 mars 1879).
- 24 octobre :
  - Roberto Bencivenga, général et homme politique italien (° 2 octobre 1872).
  - Joaquín Nin, pianiste et compositeur cubain (° 29 septembre 1879).
- 28 octobre :
  - Bernard Boutet de Monvel, peintre, graveur, illustrateur, sculpteur et décorateur français (° 9 août 1881).
  - Marcel Cerdan, boxeur français (° 22 juillet 1916).
  - Ginette Neveu, violoniste française (° 11 août 1919).
- 29 octobre : G.I. Gurdjieff, occultiste arménien (° 27 décembre 1877).
- 31 octobre : Adele Juda, psychiatre et neurologue autrichienne (° 9 mars 1888).

### Novembre
- 2 novembre : Paul-Michel Dupuy, peintre français (° 22 mars 1869).
- 3 novembre : William Desmond, acteur américain (° 23 janvier 1878).
- 5 novembre : Léon Georget, coureur cycliste français (° 2 octobre 1879).
- 13 novembre : Tsuchiya Koitsu, artiste et peintre japonais de l’école Shin-Hanga (° 23 septembre 1870).
- 17 novembre : Theresa Serber Malkiel, socialite américaine d'origine ukrainienne (° 1er mai 1874).
- 19 novembre : James Ensor, peintre belge (° 13 avril 1860).
- 20 novembre : Max Theynet, peintre et aquarelliste suisse (° 18 avril 1875).
- 21 novembre :
  - Marie-Louise Le Manac'h, mécène (° 5 février 1869).
  - Paul Lunaud, peintre français  (° 22 décembre 1900).
- 23 novembre : Jules Récubert, peintre et sculpteur français (° 17 février 1874).
- 24 novembre : Robert N. Bradbury, réalisateur, scénariste, producteur, compositeur, acteur et monteur américain (° 23 mars 1886).
- 25 novembre : Bill Robinson, acteur et danseur de claquettes américain (° 25 mai 1878).
- 26 novembre : Alexandre Roubtzoff, peintre russe naturalisé français (° 24 janvier 1884).
- 27 novembre :
  - Vincenzo Irolli, peintre italien (° 30 septembre 1860).
  - Tom Walls, acteur, réalisateur, producteur et scénariste britannique (° 18 février 1883).

### Décembre
- 2 décembre : Fernande Sadler, artiste peintre et historienne française (° 7 juillet 1869).
- 5 décembre :
  - Coutisson des Bordes, peintre français (° 2 avril 1885).
  - Alfred James Lotka, mathématicien et statisticien américain (° 2 mars 1880).
- 7 décembre : Stanislas Blanchard, politicien de l'Île-du-Prince-Édouard (° 2 décembre 1871).
- 11 décembre : Charles Dullin, acteur et metteur en scène de théâtre français (° 12 mai 1885).
- 15 décembre : Alice Bailey, écrivain ésotériste et occultiste britannique (° 16 janvier 1880).
- 16 décembre : Albert Edward Matthews (en), lieutenant-gouverneur de l'Ontario.
- 19 décembre : Jeanne Simon, peintre française (° 17 mars 1869).
- 30 décembre : Ernest Mottard, coureur cycliste belge (° 22 mars 1902).